# Megaselia diplochaeta
Megaselia diplochaeta är en tvåvingeart som beskrevs av Borgmeier 1969. Megaselia diplochaeta ingår i släktet Megaselia och familjen puckelflugor. Inga underarter finns listade i Catalogue of Life.